# Rab Zsuzsa

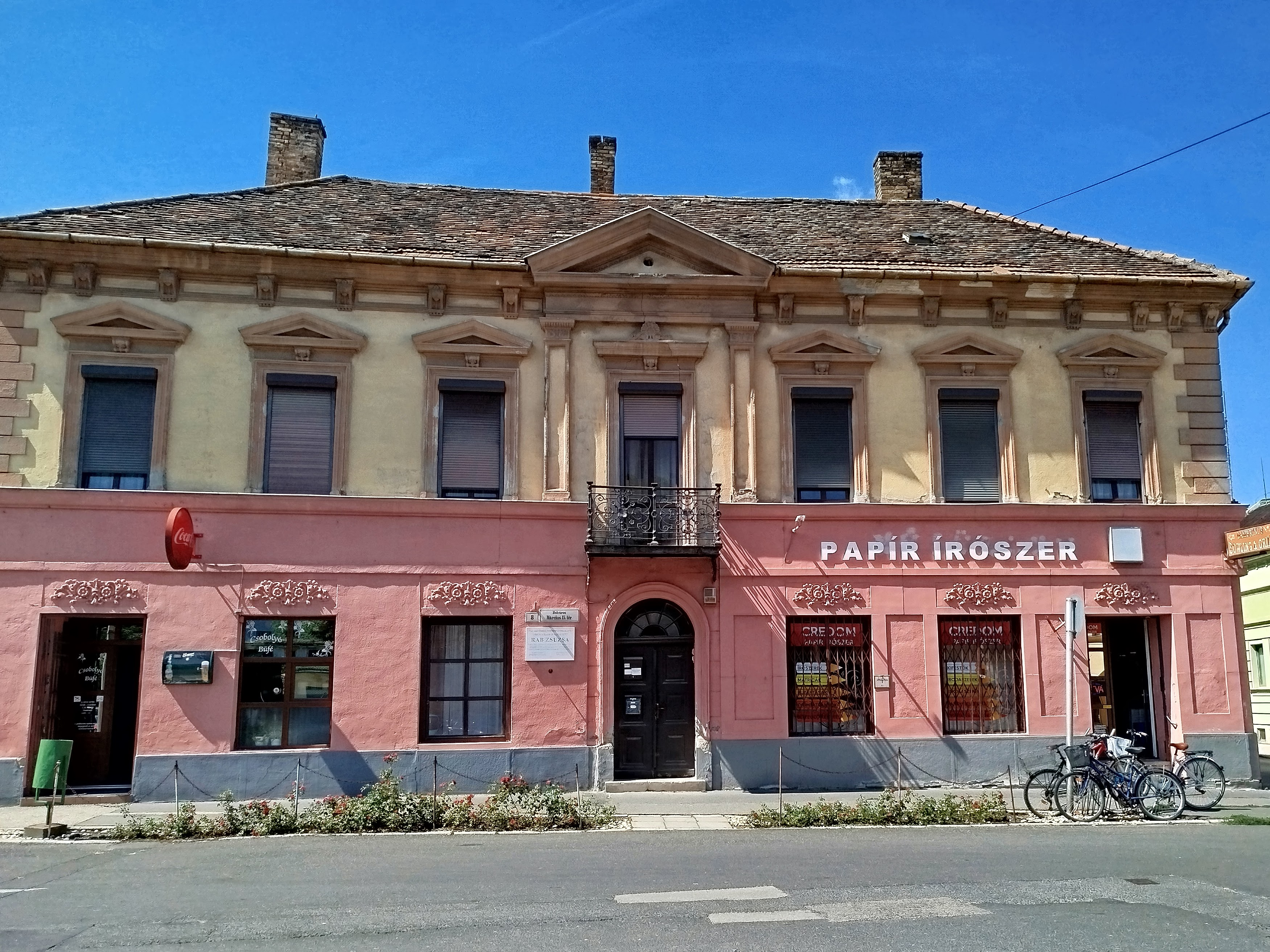
Szülőháza Pápán

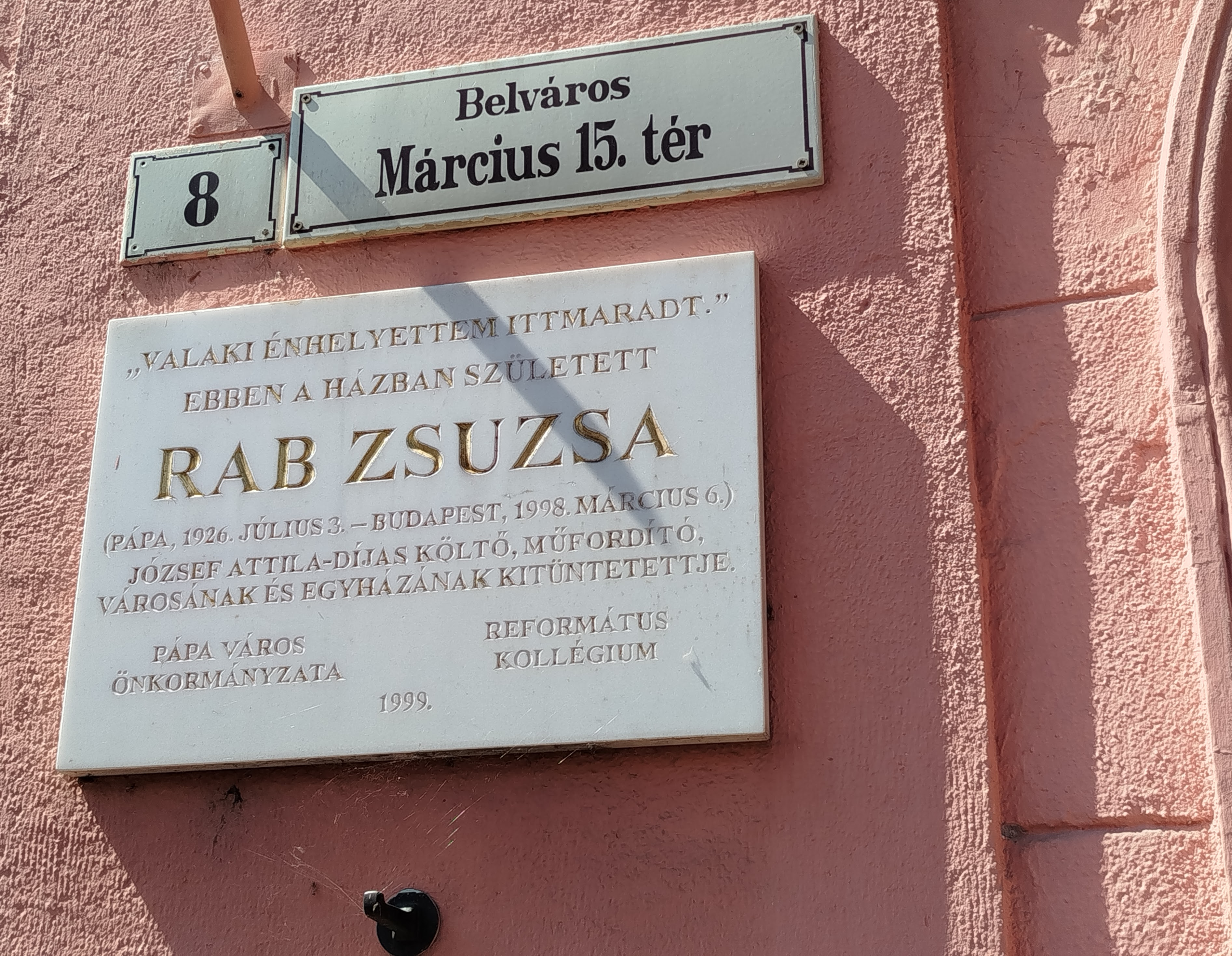
Emléktábla szülőházán

Rab Zsuzsa (Pápa, 1926. július 3. – Budapest, 1998. március 5.) kétszeres József Attila-díjas magyar író, költő, műfordító, újságíró. Az Írószövetség választmányi tagja; a Magyar–Szovjet Baráti Társaság orosz elnökségének tagja; a Magyar–Örmény Társaság tagja; a Pápai Jókai Kör, a Veszprém Megyei Irodalomtörténeti Társaság, valamint a Pápai Honismereti Társaság tagja. Első férje Kormos István kétszeres József Attila-díjas író, költő, második férje Csanádi Imre Kossuth- és háromszoros József Attila-díjas író, költő volt.

## Életpályája
A pápai Református Nőnevelő Intézetbe járt; édesapja, Rab István (1886–1957) a gimnázium igazgatója volt. Édesanyja: Jilek Irén volt. 1949-ben a Budapesti Tudományegyetem magyar–orosz szakán végzett. 1949-ben szellemi szabadfoglalkozású lett. 1971–1984 között az Élet és Irodalom munkatársa volt.

## Munkássága
Pápán jelentek meg első versei a Pápai Hírlapban, illetve a Kollégiumi Lapokban. Még középiskolás korában napvilágot látott első verseskötete Fény felé (1943) címmel. A kisváros légköre, az iskolavárosi szellemiség, akárcsak későbbi műfordítói tapasztalata rányomta bélyegét művészetére. Az orosz irodalom és népköltészet rendkívül termékeny tolmácsolója lett, majd kétszáz kötetnyi műfordítást hagyott hátra. Az orosz irodalom mellett fordított a szovjetunióbeli nemzetiségek (baskír, grúz, észt) népköltészetéből, valamint – ugyancsak orosz fordítások alapján – Andersen meséit is átültette magyarra.

## Magánélete
1956–1964 között Kormos István (1923–1977) költő felesége volt. A férj kötöttségeket nehezen viselő életmódja miatt váltak el. Második férje Csanádi Imre (1920–1991) költő volt. 1979-ben házasságot kötött Rassy Tibor (1924–1996) néprajztudóssal.

## Művei
- Fény felé… (versek, 1943)
- Dobok és fuvolák. A világlíra századaiból; Magvető, Bp., 1966
- Aranyvasárnap (versek, 1968)
- Népek költészete (szerkesztette, 1973)
- Ráolvasó (versek, 1973)
- Ivótülök. 100 grúz vers; ford. Rab Zsuzsa; Európa, Bp., 1974
- A végtelenség szomja. Hatvan év költészetéből (szerkesztette, 1978)
- Kő és madár (versek, 1980)
- Álombeli lakomák (esszék, vázlatok, 1981)
- Őrtornyaink (versek); Kráter Műhely Egyesület, Bp., 1996
- Fény felé… Válogatott versek; Jókai Városi Könyvtár, Pápa, 1999 (Pápai diákok)

## Idegen nyelven
- Umbaknad. Tolkinud Arvo Valton (Versek. Válogatás a szerző Aranyvasárnap és Ráolvasó c. köteteiből); észtre ford. Arvo Valton; Eesti Raamat, Tallinn, 1976
- Mšobliur kalaksi; grúzra ford. Medea Kahidze; Merani, Tbiliszi, 1986
- Momtabare čigni. Ungreli poeti kalebi. Zsuzsa Rabi, Ana Bede, Ana Kisi (Bolyongó versek. Rab Zsuzsa, Bede Anna, Kiss Anna versei); grúzra ford. Medea Kahidze; Sabčota sakartvelo, Tbilisi, 1986

## Műfordításai
- E. J. Malcev: Szívvel-lélekkel (regény, 1949)
- G. I. Matvejev: A kém (regény, 1949)
- Mensikov: Az ember keresi a boldogságot (regény, 1949)
- A. Ribakov: A tőr (regény, 1949)
- A. Csakovszkij: Nálunk már reggel van (regény, 1950)
- A. Goncsár: Arany Prága (regény, 1950)
- A. Goncsár: Zászlóvivők (regény, 1950)
- B. Gorbatov: Kulikov gyalogos (elbeszélés, Kóbor Noémivel, 1950)
- Szobko: Távoli front (regény, 1950)
- A. Csakovszkij: Ez történt Leningrádban (regény, 1951)
- G. Linykov: Egy partizán feljegyzései (1951)
- J. Trifonov: Diákok (regény, 1951)
- V. Csaplina: Fomka, a jegesmedvebocs (elbeszélés, 1952)
- F. Kanonidisz: Történetek egy görög kisfiúról (elbeszélés, 1952)
- A. Kononov: Történetek Csapajevről (1952)
- A. Muszatov: Felragyognak a csillagok (ifjúsági regény, 1952)
- V. Oszejeva: Pajtásaim (1952)
- V. Vaszilevszkaja: Ének a vizek fölött (regény, 1952)
- P. Gavrilov: Jegorka (ifjúsági regény, 1953)
- I. Liksztanov: Egy kis tengerész kalandjai (ifjúsági regény, 1953)
- E. Mamedhanli: Rózsabimbók (elbeszélés, 1953)
- J. Sesztakova: Új hágó (útleírás, 1953)
- N. Tyihonov: A bátor partizán (elbeszélés, 1953)
- V. Vaszilevszkaja: Égnek a folyók (regény, 1953)
- Ny. Virta: Esti harangszó (regény, 1953)
- A. P. Csehov: A csinovnyik halála (elbeszélés, Szőllősy Klárával, 1954)
- V. Lacisz: Új partok felé (regény, 1954)
- M. M. Prisvin: Madárlátta cipó (mesék, Szőllősy Klárával, 1954)
- A. K. Vinogradov: Paganini (regény, 1954)
- P. P. Bazsov: A rézhegyek királynője (mesék, 1955)
- V. Bianki: Az első vadászat (mesék, B. Lukács Erzsébettel, 1955)
- A. P. Csehov: Vanyka (elbeszélés, 1955)
- A. Gajdar: Hadititok (ifjúsági regény, 1955)
- P. A. Pavlenko: Két király és egyéb elbeszélések (Brodszky Erzsébettel, Grigássy Évával, 1955)
- A. Tolsztoj: A kérkedő nyúl (mesék, 1955)
- L. N. Tolsztoj: A paraszt meg az ördög (elbeszélés, 1955)
- Sz. Zlobin: Sasok szárnyán (regény, 1955)
- N. Atarov: Első szerelem (regény, 1956)
- M. Auézov: Egy költő útja (életrajzi regény, 1956)
- A. Gajdar: A négyes számú fedezék és egyéb történetek (elbeszélés, Kulcsár Istvánnal, 1956)
- V. I. Szmirnov: Kitárul a világ (regény, 1957)
- Sz. N. Szergejev-Censzkij: A gárdatiszt (regény, 1958)
- H. C. Andersen: Mesék (mesék, 1959)
- H. C. Andersen: Mesék és történetek (1959)
- P. P. Bazsov: Lidérc anyó kútja (mesék, 1959)
- M. Gorkij: Nyugtalan lélek (elbeszélés, 1959)
- Sz. N. Szergejev-Censzkij: Halálraítéltek (regény, 1959)
- D. N. Mamin-Szibirjak: A préda (kisregény, 1960)
- H. C. Andersen: A vadhattyúk és más mesék (mesék, 1960)
- Sz. N. Szergejev-Censzkij: Az ágyúk közbeszólnak (regény, 1960)
- H. C. Andersen: Hüvelyk Matyi (mese, 1962)
- H. C. Andersen: A vadhattyúk (mese, 1962)
- M. A. Sztyelmah: Az ember vére drága (regény, 1962)
- L. F. Voronkova: Tengerparti nyár (ifjúsági regény, 1962)
- M. M. Prisvin: A varázsló lánca (regény, 1963)
- H. C. Andersen: A rendíthetetlen ólomkatona (mesék, 1964)
- A. P. Csehov: Dráma a vadászaton (regény, 1964)
- J. A. Jevtusenko: Én szólok: Kuba! (prózai poéma, 1964)
- V. V. Ivanov: Egy fakír kalandjai (regény, 1964)
- J. M. Vinokurov: Hétköznapok gyönyöre (versek, 1964)
- M. I. Cvetajeva: Vándorló csillagok (versek, 1965)
- A. Ahmatova: Idők futása (versek, 1967)
- P. P. Bazsov: A kővirág (mesék, 1967)
- P. P. Bazsov: A csodatevő drágakő (mesék, 1968)
- V. Bianki: Szúnyogtánc (mesék, 1968)
- B. S. Okudzsava: Sok szerencsét, pajtás! (kisregény, 1968)
- M. I. Cvetajeva: Fogoly lélek (regény, 1970)
- A. Sz. Grin: Fandango (kisregény, 1970)
- E. Niit: A lenhajú kislány (mesék, 1970)
- A. A. Voznyeszenszkij: Tükör-világok (versek, Garai Gáborral, 1970)
- M. M. Zoscsenko: Kék könyv, avagy A pénz, szerelem, ármány és kudarc komédiája (elbeszélés, 1970)
- V. Ferra-Mikura: Az öreg, a fiatal és a pici Szaniszló (mese, 1971)
- V. Ferra-Mikura: Szaniszlóék vendégei (mese, 1972)
- D. I. Harmsz: Negyvennégy pici pinty (mesék, versek, 1974)
- L. A. Kasszil-M. L. Poljanovszkij: Nem mese ez, Gorka! (gyermekregény, 1974)
- Sz. V. Mihalkov: Állatmesék (mesék, 1974)
- A. Valton: A hurok és más elbeszélések (elbeszélések, Bereczki Gáborral, Fehérvári Győzővel, 1974)
- J. Ny. Sesztalov: Amikor a nap ringatott (regény, 1975)
- J. M. Vinokurov: Tilalmas kékség (versek, 1975)
- M. Sluckis: Neriga hajfonata (gyermekregény, 1976)
- M. Válek: Tramtarária (gyermekversek, 1976)
- Cs. Ajtmatov: Az évszázadnál hosszabb ez a nap (regény, 1982)
- Cs. Ajtmatov: Vesztőhely (regény, 1987)
- A. I. Prisztavkin: A félelem völgye (1989)
- L. N. Tolsztoj: A tűzoltó kutyák (1989)
- H. C. Andersen: A kis hableány (mese, 1991)
- H. C. Andersen: A rút kiskacsa (mese, 1991)
- V. Janusová: Hetedhét ország újabb meséi mesék, Hideghéty Erzsébettel, 1990-1991)
- L. Bechstein: Az elvarázsolt királykisasszony (mese, 1991)
- H. C. Andersen: A hóember (mese, 1991)
- H. C. Andersen: Mesék (1992)
- T. Wolf: A rendíthetetlen ólomkatona és más mesék (mesék, Ballér Piroskával, 1992)
- H. C. Andersen: A csodálatos tűzszerszám (1992)
- M. I. Cvetajeva: A királynő védelmére (versek, 1992)
- T. Tolsztaja: Mamutvadászat (elbeszélés, 1992)
- G. Emin: Hét ének Örményországról (1994)

## Díjai, kitüntetései
- Gorkij-díj (1972)
- Pro Urbe díj (1981)
- A Munka Érdemrend arany fokozata (1982)
- Áprily Lajos-díj (1983)
- Népek Barátsága Érdemérem (1985)
- Az Európa Könyvkiadó Nívódíja (1985, 1987)
- A Magyar Népköztársaság Csillagrendje (1986)
- Az Év Könyve Jutalom (1986)
- A Magyar Köztársasági Érdemrend tisztikeresztje (1996)
- Barátságért érdemrend (Oroszországtól) (1996)